# Axiocteta oenoplex
Axiocteta oenoplex là một loài bướm đêm trong họ Erebidae.